# Гнилуха (притока Рівця)
Гнилуха — річка в Україні, у Коростишівському й Житомирському районах Житомирської області. Права притока Рівця (басейн Дніпра).

## Опис
Довжина річки приблизно 2,7 км.

## Розташування
Бере початок на північному заході від Лісівщини. Тече переважно на північний захід через Туровець і впадає у річку Рівець, ліву притоку Ів'янки.